# Euxesta phoeba
Euxesta phoeba är en tvåvingeart som beskrevs av Steyskal 1966. Euxesta phoeba ingår i släktet Euxesta och familjen fläckflugor. Inga underarter finns listade i Catalogue of Life.